# النعاصات
النعاصات قرية تتبع ناحية قرى مركز صافيتا في شرق منطقة صافيتا التابعة لمحافظة طرطوس.